# 李嘉林 (1937年)
李嘉林（1937年—2010年），原名李文广，艺名李永山，男，辽宁营口人，中国京剧演员。